# پائولو کارلینی
پائولو کارلینی (ایتالیایی: Paolo Carlini؛ ‏ ۶ ژانویهٔ ۱۹۲۲ – ۳ نوامبر ۱۹۷۹) بازیگر اهل ایتالیا بود.
از فیلم‌هایی که وی در آن نقش داشته است، می‌توان به برده نازنینم، مونیکا، تعطیلات رمی، چونان سگ‌های هار، عشق به سبک ایتالیایی، خداحافظ جوانی و شلوار آبی اشاره کرد.